# Urèmia
La urèmia, també anomenada síndrome urèmica, és un conjunt de símptomes cerebrals, respiratoris, circulatoris, digestius, etc., produïts per l'acumulació a la sang dels productes toxics que, en estat general normal, són eliminats pel ronyó i que es troben retinguts per un trastorn del funcionament renal. És un factor de risc per a la Malaltia de Wernicke.

## Signes i símptomes
- Asterixi i tremolor
- Letàrgia, deteriorament cognitiu i convulsions
- Hiperreflèxia
- Fetor urèmica
- Serositi, en especial, pericarditis
- Hipotèrmia i hipotensió
- Nàusees i vòmit
- Síndrome purpúrica, per alteració plaquetària (sense trombocitopènia)
- Llengua enrogida o blanca

## Causes
La principal causa de la síndrome urèmica és la fallada renal, encara que també hi ha altres causes menys freqüents:
- Augment en la producció d'urea al fetge
  - Dieta hiperproteica
  - Augment del catabolisme
  - Sagnat gastrointestinal
  - Ús de drogues (tetraciclines i corticoesteroides)
- Disminució en l'excreció d'urea, produït per qualsevol trastorn que comporti una insuficiència renal.
- Deshidratació